# Port-au-Prince
Pour les articles homonymes, voir Port-au-Prince (navire) et PAP.
 (septembre 2009).
Si vous disposez d'ouvrages ou d'articles de référence ou si vous connaissez des sites web de qualité traitant du thème abordé ici, merci de compléter l'article en donnant les références utiles à sa vérifiabilité et en les liant à la section « Notes et références ».
Port-au-Prince (en créole haïtien : Pòtoprens) est la capitale et la ville plus peuplée des communes d'Haïti, dont l'aire urbaine compterait près de 2 754 812 habitants (2019) appelés Port-au-Princiens et Port-au-Princiennes. Du point de vue administratif, Port-au-Prince est à la fois le chef-lieu du département de l'Ouest et de l'arrondissement de Port-au-Prince.
Elle prit le nom de Port-Républicain pendant la Révolution française.
Le 12 janvier 2010, la ville a été profondément dévastée par un tremblement de terre de magnitude 7,3.

## Géographie

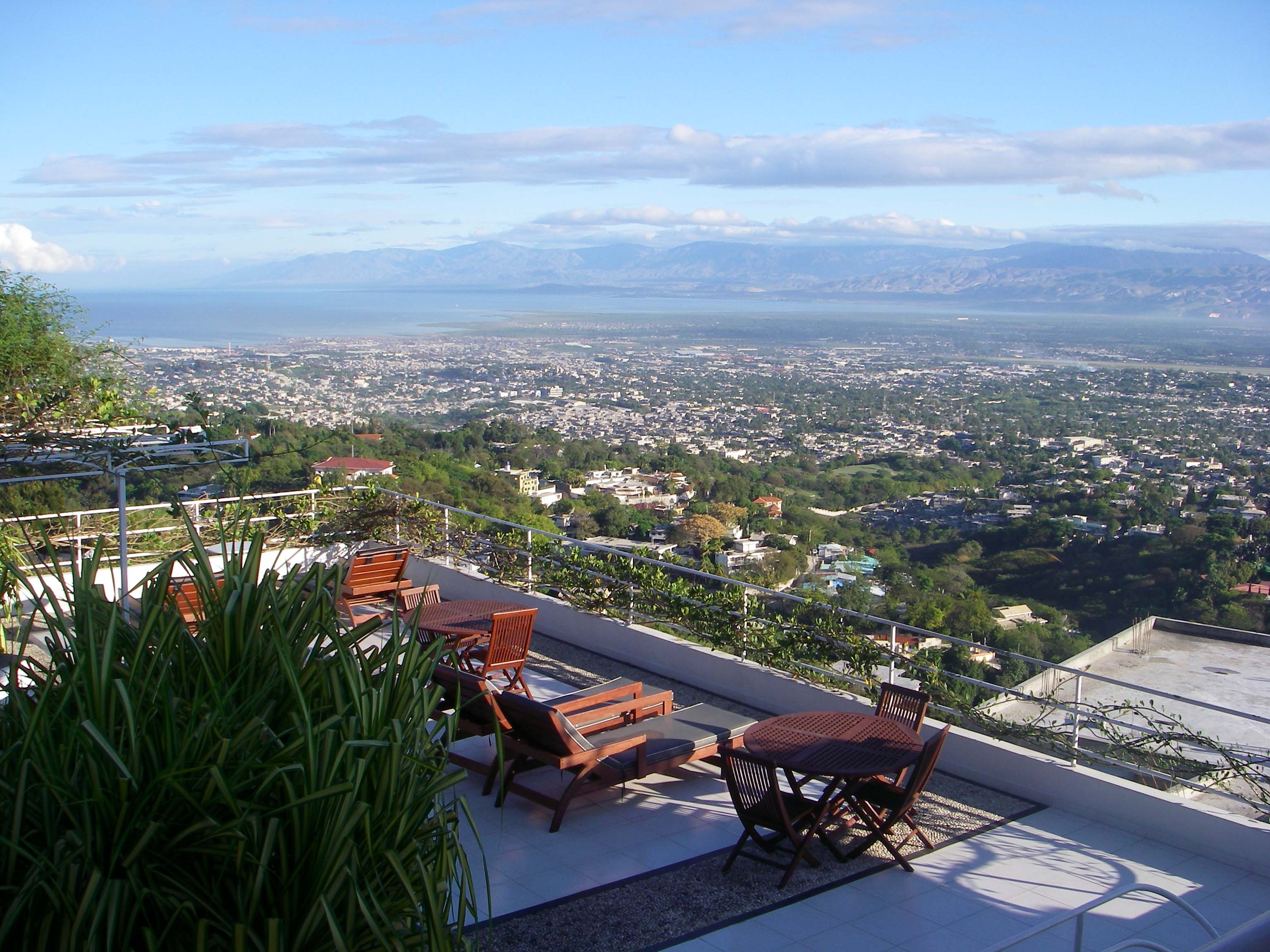
Vue générale de Port-au-Prince et de sa baie depuis la terrasse de l'Hôtel Montana à Pétion-Ville en 2007.

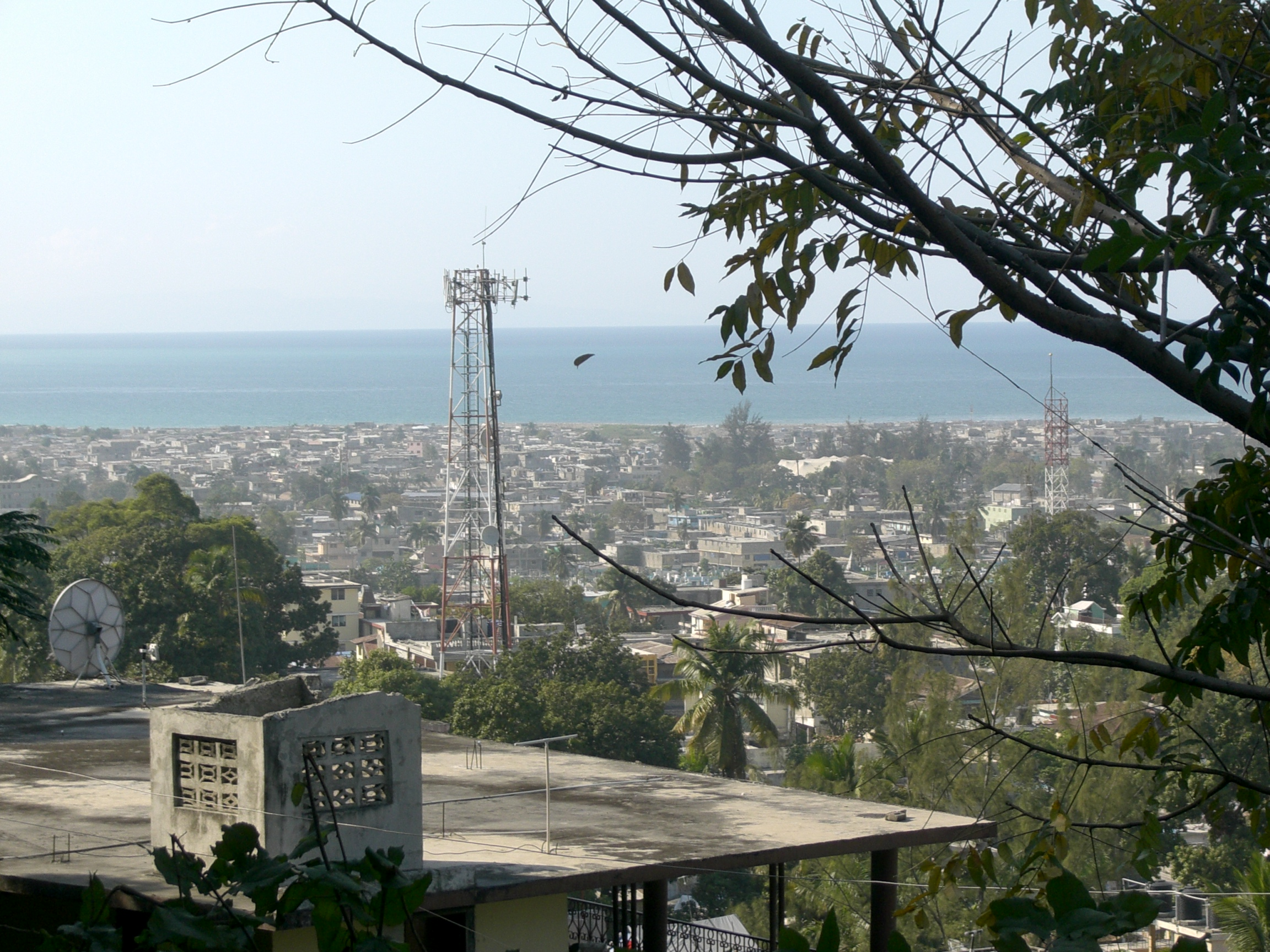
Vue générale de Port-au-Prince depuis l'hôtel Olofsson en 2006.

La commune de Port-au-Prince occupe une superficie de 36,04 km2 à l'extrémité occidentale de la plaine du Cul-de-Sac, au fond de la baie de Port-au-Prince, qui forme elle-même une partie du golfe de la Gonâve.
Elle jouxte au sud les montagnes de la chaîne de la Selle, où se trouve notamment la banlieue riche de Pétion-Ville.
Port-au-Prince est parcouru par quelques cours d'eau, dont la rivière Bâtarde et la ravine du Bois-de-Chêne.
La ville à proprement parler s'étend sur seize collines :
- Saint-Martin
- Sans-Fil
- Bel Air
- Canapé Vert
- Bourdon
- Fort National
- Saint-Gérard
- Turgeau
- Pacot
- Morne-à-Tuff
- Poste-Marchand
- Nazon
- Bois-Verna
- Bolosse
- Nelhio
- Fort Mercredi

Port-au-Prince est également la sous-préfecture de l'arrondissement du même nom regroupant autour de la capitale les communes de l'agglomération, souvent considérées comme banlieues ou zones périphériques. Certaines d'entre elles se sont développées sous forme de bidonvilles situés dans les zones basses marécageuses, comme le plus grand Cité Soleil ou Martissant. Dans ces quartiers d'habitat informel, la violence des gangs est un fléau.

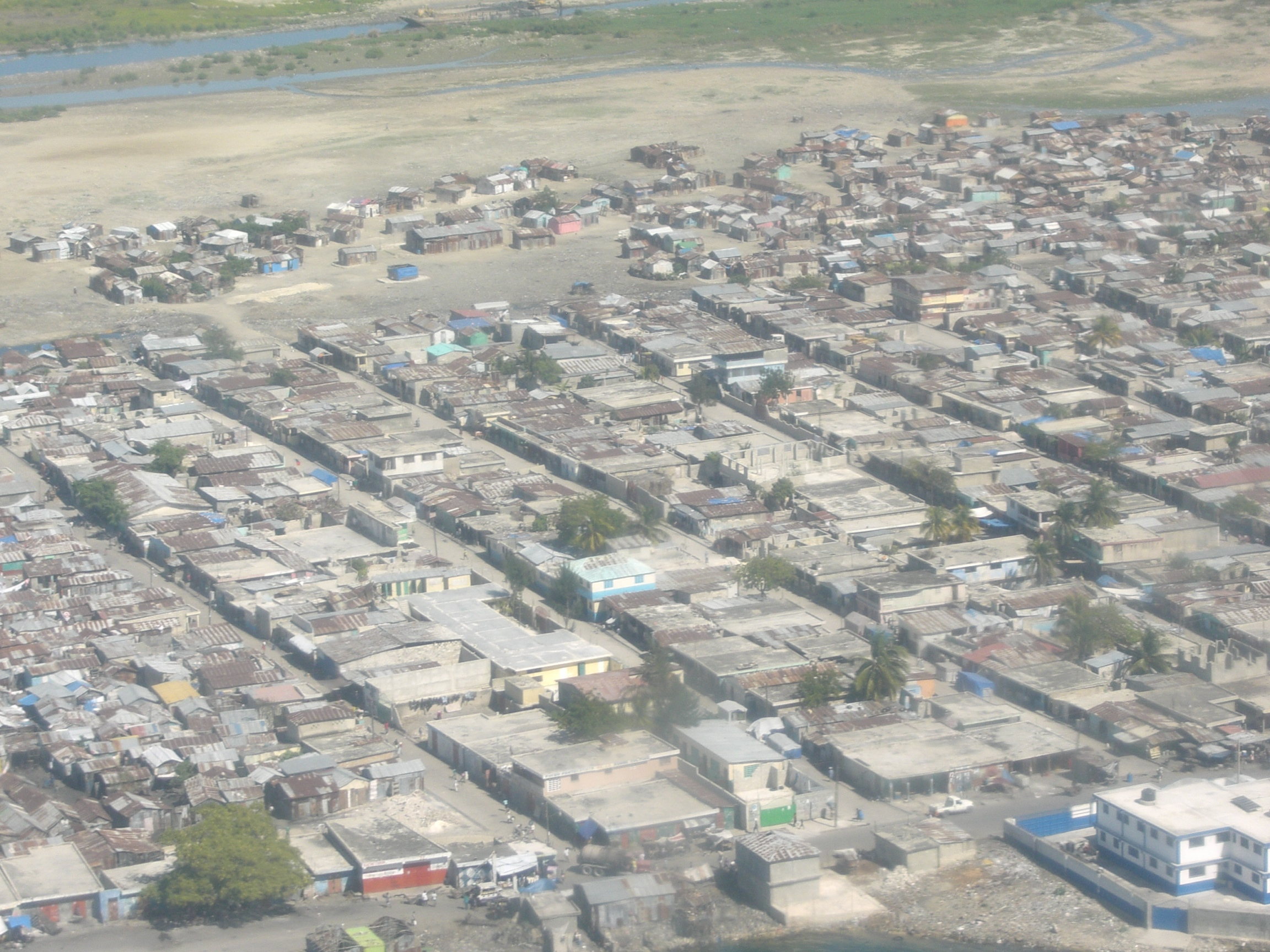
Vue aérienne du bidonville de Cité Soleil.

## Démographie
Selon les estimations de l'Institut haïtien de statistique et d'informatique (IHSI), l'aire métropolitaine de Port-au-Prince qui s'entend sur 152,02 km2 (soit le cinquième environ de l'étendue de l'arrondissement de la capitale), comptait en 2019, 2 754 812 habitants, soit plus de 90 % de celle de l'arrondissement. La population de la seule commune de Port-au-Prince était estimée à 1 234 742 habitants, population qui est citadine à plus de 97,5 %.
| Section communale | Population urbaine | Population rurale | Population totale |
| ----------------- | ------------------ | ----------------- | ----------------- |
| Turgeau           | 474 702            | 3 542             | 478 244           |
| Morne l'Hôpital   | 138 746            | 13 359            | 152 105           |
| Martissant        | 262 530            | 4 980             | 267 510           |
| Port-au-Prince    | 875 978            | 21 881            | 897 859           |

### Évolution démographique
Depuis 1950, l'évolution démographique de Port-au-Prince a été :
| 1950    | 1960    | 1970    | 1980    | 1990      | 2000      |
| ------- | ------- | ------- | ------- | --------- | --------- |
| 133 000 | 247 000 | 460 000 | 701 000 | 1 134 000 | 1 693 000 |

| 2009      | 2010      | 2011      | 2020      | 2023      | - |
| --------- | --------- | --------- | --------- | --------- | - |
| 2 643 000 | 2 141 000 | 2 197 000 | 2 774 000 | 2 987 000 | - |

| Histogramme de l'évolution démographique de Port-au-Prince |
|                                                            |

## Histoire

### Les régions avant l’arrivée des Européens
Avant l'arrivée de Christophe Colomb, la région qui comprend aujourd'hui Port-au-Prince n'était le site d'aucune habitation permanente. À la fin du XVe siècle, la région était sous le contrôle d'un dirigeant amérindien, Bohéchio, qui, tout comme ses prédécesseurs, craignait que s'installer près du littoral invitât d'autres populations — surtout les Caraïbes — à venir les attaquer. La région ne servait donc alors qu'à la chasse.

### La colonisation espagnole
Après l'arrivée des Espagnols, les Amérindiens furent bientôt forcés de se soumettre à un protectorat, et Bohéchio, mort sans enfants, laissa la place à Anacaona, sa sœur. Cette nouvelle dirigeante (et poétesse) tâcha de maintenir de bonnes relations avec le nouveau pouvoir sur l'île, mais il devint de plus en plus difficile d'y arriver lorsque les Espagnols commencèrent à demander des tributs de plus en plus importants. Enfin, l'administration coloniale espagnole décida d'éliminer à jamais toute menace que pourrait lui causer la classe dirigeante amérindienne, décidant ainsi de gouverner seule la région. Donc, en 1503, Nicolás de Ovando, alors gouverneur, décida d'en finir avec Anacaona : il l'invita à une fête chez lui ; elle accepta, y vint accompagnée d'autres Amérindiens. Ovando leur donna beaucoup de vin, et lorsqu'ils eurent bu — les Espagnols ne burent pas — il ordonna que l'on tuât tous les invités, à part Anacaona, qu'il voulait faire pendre dans un lieu public.[réf. nécessaire]
Les effets de la colonisation espagnole sur les Amérindiens de cette île furent dévastateurs : de 1492 à 1507, un million d'habitants moururent à cause de la violence des conquistadores et des maladies[réf. nécessaire].
Après s'être débarrassé d'Anacaona, Ovando établit un village près du littoral (à l'ouest de L’Étang Saumâtre), qu'il baptisa Santa Maria de la Paz Verdadera (« Sainte-Marie de la paix vraie »), un nom bien ironique quand on considère l'histoire de son établissement. Pourtant, ce village ne dura pas longtemps ; il fut brûlé d'abord par des explorateurs français en 1535, puis par des Anglais en 1592. Ces assauts rendirent la vie insupportable pour les Espagnols, et en 1606, ils décidèrent de quitter les lieux.

### La domination des flibustiers
Pendant plus de 50 ans, la région qu'est aujourd'hui Port-au-Prince n’était guère habitée. Enfin, petit à petit des flibustiers vinrent l'utiliser comme une base de leurs opérations, et des marchands hollandais commencèrent à fréquenter la région, car elle était alors une intéressante pourvoyeuse de cuir.
Autour de 1650, des flibustiers français, manquant de place sur l'Île de la Tortue commencèrent à aborder la côte de Haïti. Ils y établirent une colonie à Trou-Bordé qui commença à s'étendre. Ils installèrent alors un hôpital non loin de la côte, sur les hauteurs Turgeau. Cela les amena à appeler la région : L'Hôpital.
Bien qu'il n'y ait eu alors aucune vraie présence espagnole à Hôpital depuis bien plus de 60 ans, l'Espagne conservait sa revendication sur le territoire, et la présence ostensiblement grandissante des flibustiers français sur des terres espagnoles provoqua l'envoi par la couronne d'Espagne de soldats castillans vers la colonie pour tenter de la reprendre. La mission se révéla un désastre pour ces derniers, en infériorité numérique et en armement. En 1697, lors de la signature du traité de Ryswick, le gouvernement espagnol renonça à toutes ses revendications sur la partie occidentale de Saint-Domingue et donc Hôpital. À peu près à la même époque, les Français établirent également des bases sur Ester (à Petite-Rivière) et aux Gonaïves.
L'Ester était un village riche, habité par des marchands, avec des rues droites ; c'était la demeure du gouverneur. Par ailleurs, la région environnante, La Petite Rivière, était assez pauvre. À la suite d'un grand incendie en 1711, L'Ester fut abandonné. Pourtant la présence française dans la région continua de croître, et peu après une nouvelle cité fut fondée au sud : Léogâne.
La région qui devait plus tard abriter Le Port-au-Prince était habitée par des flibustiers. Alors que la région devenait une vraie colonie française, l'administration coloniale en vint à se préoccuper de la présence continuelle de ces pirates. Bien qu'utiles pour repousser les velléités anglaises de rogner le territoire français, ils étaient assez indépendants, n'obéissaient à aucun ordre de l'administration coloniale, et étaient une menace pour celle-ci. Pendant l'hiver 1707, le comte François Joseph de Choiseul-Beaupré (1650-1711), gouverneur de la région, chercha ainsi à se débarrasser de ce qu'il considérait comme une menace. Il insista pour obtenir le contrôle de l'Hôpital, ce que les flibustiers refusèrent, considérant cette demande comme une humiliation. Ils préférèrent alors fermer l'hôpital, plutôt que de le céder au gouverneur, et nombre d'entre eux devinrent habitants de l'île, fermiers, les premiers habitants européens stables de la région.

### La fondation du Port-au-Prince

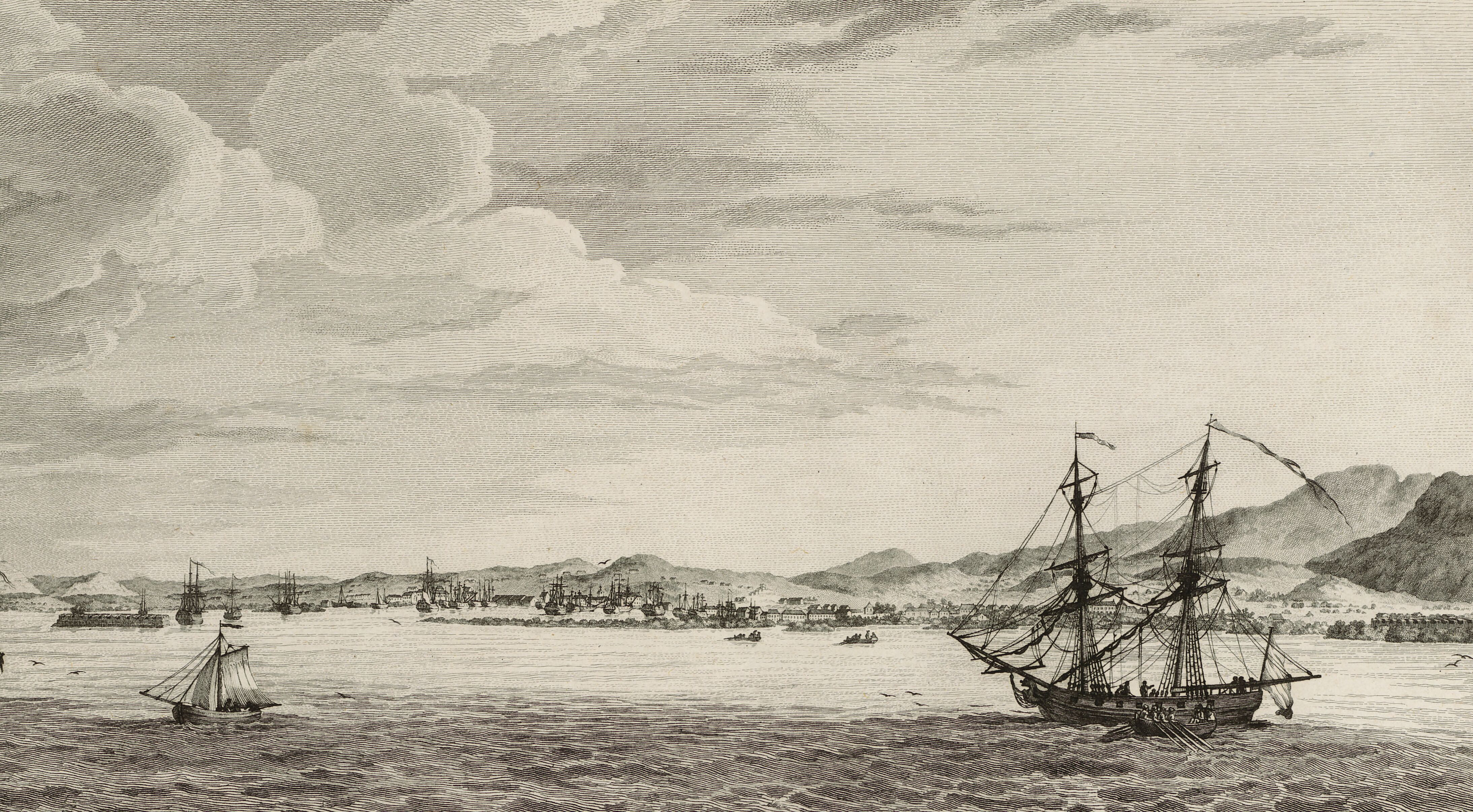
Vue de Port au Prince, dessin d'Alexis-Nicolas Pérignon et gravure de Nicolas Ponce, 1791.

Bien que l'élimination des flibustiers d'Hôpital, comme groupe, renforçât l'autorité de l'administration coloniale, elle rendit également la région plus vulnérable aux attaques anglaises. Afin de protéger celle-ci, le capitaine de Saint-André arriva dans la baie à bord du vaisseau nommé Le Prince, juste sous l'hôpital. Saint-André nomma l'endroit « Le Port du Prince », même si le port et la région continuaient à être connus sous le nom d'Hôpital (les îlots de la baie étaient néanmoins déjà nommés îlots du Prince).
Les Anglais n'attaquèrent pas l'endroit, et plusieurs nobles recherchèrent des concessions de terre de la couronne française à Hôpital ; le premier habitant à s'installer en ce lieu fut le sieur Joseph Randot. À sa mort en 1737, le sieur Pierre Morel le partagea avec Gatien Bretton des Chapelles.
À ce moment, l'administration coloniale s'était convaincue de la nécessité d'établir une capitale, afin de mieux diriger la partie française de Saint-Domingue. Le Petit Goâve et Léogane prétendirent quelque temps à cette fonction mais n'ont pas été retenues. En effet, elles ne se trouvaient pas en position centrale dans la colonie, le climat du Petit Goâve était trop sujet au paludisme, enfin la topographie de Léogane rendait sa défense difficile. Une nouvelle capitale, siège du conseil supérieur de la colonie, devait être construite.
Le Port au Prince fut ainsi fondé en 1749 par les colons français, habitants sucriers sur l'habitation Randot, au Bel-air ; puis elle s'étendit assez vite. En 1770, elle remplaça Le Cap-Français comme capitale de la colonie de Saint-Domingue, mais fut détruite par un séisme le 3 juin.
Pendant la Révolution française, elle fut rebaptisée « Port-Républicain » le 22 septembre 1793.
L'armistice du 30 mars 1798 permit au général de division Toussaint Louverture de régler les détails de la retraite de l'armée anglaise de Saint-Domingue, avant l'entrée triomphale du général noir et de son armée d'ex-esclaves dans Port-au-Prince le 16 mai 1798. L'armistice avait pour objectif les négociations par lesquelles il fut décidé que les Anglais quitteraient leur dernier bastion, le Môle-Saint-Nicolas, le 31 août 1798.
Après l'échec de l'expédition de Saint-Domingue de 1802, la ville devint en 1804 la capitale du nouveau pays indépendant : Haïti ; l'empereur haïtien Jean-Jacques Dessalines dit Jacques Ier lui rendit le nom de Port-au-Prince. Il fut tué le 17 octobre 1806, à Pont-Rouge, situé à l'entrée nord de la ville. Lorsque Haïti se partagea en royaume (au nord) et république (au sud), Port-au-Prince devint la capitale de la république sous Alexandre Pétion.

### Le séisme de 2010

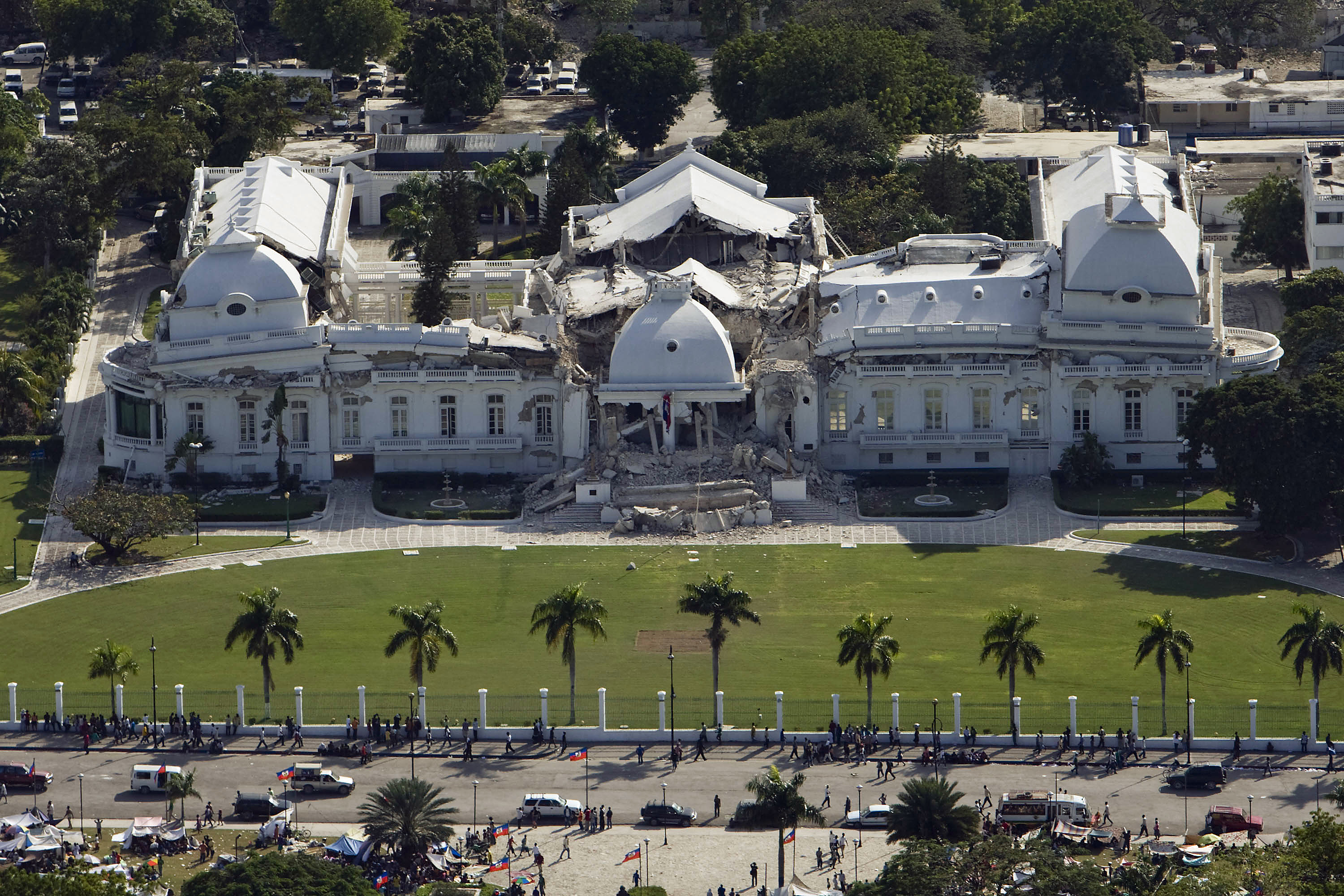
Le Palais national après le séisme du 12 janvier 2010.

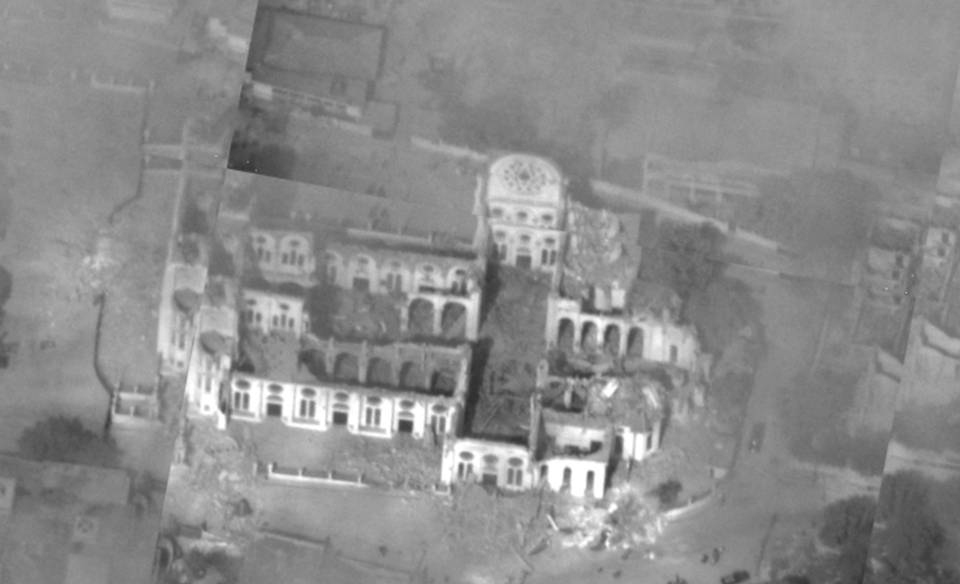
Vue aérienne de la cathédrale Notre-Dame après le séisme du 12 janvier 2010.

Par le passé, Port-au-Prince a déjà été détruit par de nombreux séismes notamment ceux de 1751 et 1770. D'autres moins importants ont également été recensés en 1860, 1918, 1922, 1956 et 1962.
Celui du 12 janvier 2010 à 16 h 53, heure locale (21 h 53 UTC), est particulièrement dévastateur et meurtrier. Son épicentre, d'une magnitude de 7,3 se trouvait à une dizaine de kilomètres à l'ouest de Carrefour, un faubourg de la capitale. Le centre-ville a été ravagé et de nombreux bâtiments publics ont été détruits, dont : la cathédrale, le Palais national, le parlement, l'hôtel de ville, le palais de justice, plusieurs ministères et ambassades, ainsi que le siège de la Mission des Nations unies pour la stabilisation en Haïti (MINUSTAH).
Au 13 janvier, le Premier ministre haïtien parlait de plus de 100 000 morts (source : CNN). Au 19 janvier, environ 75 000 corps avaient été enterrés dans des fosses communes et l'armée américaine avançait la possibilité de 200 000 morts. Au 12 janvier 2011, le Premier ministre haïtien, Jean-Max Bellerive annonce que le séisme avait fait 316 000 morts et 350 000 blessés, en plus de 1,5 million de sans-abri, des données beaucoup plus élevées que celles de l'ONU, dont le bilan officiel est de plus de 200 000 morts.
Un second tremblement de terre, d’une magnitude de 6,1 survient le 20 janvier 2010 à 6 h 3, heure locale. Son hypocentre est situé approximativement à 59 km à l'ouest de Port-au-Prince, et à moins de dix kilomètres sous la surface.
En date du 9 février 2010, Marie-Laurence Jocelyn Lassegue, ministre des Communications, confirme un bilan (provisoire) de 230 000 morts, 300 000 blessés et 1,2 million de sans-abris. Étant donné qu'il sera impossible de déblayer tous les gravats à courte échéance, les autorités haïtiennes envisagent alors de reconstruire plusieurs quartiers de Port-au-Prince aux alentours de la capitale haïtienne. Le 16 février 2010, le coût de reconstruction de la capitale haïtienne et de ses environs est estimé entre 8 et 14 milliards de dollars.
Le 2 septembre 2010, le président Préval signe un arrêté d’expropriation du centre ville afin d'y installer les sièges des institutions publiques. La zone ainsi formée constitue un quadrilatère délimité au Nord par la rue des Césars jusqu'au port, au Sud par la rue Saint-Honoré, à l’Est par la rue Capois et à l’Ouest par la mer et la baie.
En juillet 2022, la presse internationale évoque les affrontements entre gangs qui occasionnent plusieurs dizaines de morts dans la capitale. Les rafales d'armes automatiques retentissent à longueur de journée à Cité Soleil, commune la plus défavorisée et la plus densément peuplée de l'aire métropolitaine : deux factions de gangs s'y affrontent sans que la police, en manque d'hommes et d'équipements, n'intervienne. Le bidonville de Martissant est lui aussi le lieu d'affrontements meurtriers et d'enlèvements est devenu une zone de non-droits. 

## Administration
La commune de Port-au-Prince est composée de trois sections communales :
- Turgeau, la plus vaste (avec 19,74 km2), la plus peuplée (478 244 habitants), elle représente plus de la moitié de la superficie et de la population de la commune, et de plus, est la plus urbanisée des trois sections ;
- Morne l'Hôpital, superficie de 7,45 km2 pour une population de 152 105 habitants ;
- Martissant, superficie de 8,85 km2 pour une population de 267 510 habitants.

### Liste des maires
| Période           | Période           | Identité              | Étiquette | Qualité                                           |
| ----------------- | ----------------- | --------------------- | --------- | ------------------------------------------------- |
| ?                 | février 1990      | Irène Ridoré          |           |                                                   |
| février 1990      | 1er octobre 1991  | Evans Paul            |           | Journaliste                                       |
| 1er octobre 1991  | 28 septembre 1994 | Gérard Salomon        |           |                                                   |
| 28 septembre 1994 | 25 juin 1995      | Evans Paul            |           | Journaliste                                       |
| 25 juin 1995      | 1999              | Emmanuel Charlemagne  |           | Auteur-compositeur-interprète                     |
| 29 avril 2007     | 23 février 2012   | Jean-Yves Jason       |           | Fonctionnaire                                     |
| 23 février 2012   | 14 août 2012      | Gabrielle Hyacinthe   |           | Présidente de la Commission communale intérimaire |
| 14 août 2012      | 14 août 2013      | Marie-Josèphe René    |           | Présidente de la Commission communale intérimaire |
| 14 août 2013      | 28 juin 2016      | Pierre-Richard Duplan |           | Président de la Commission communale intérimaire  |
| 28 juin 2016      | juillet 2020      | Ralph Youri Chevry    |           | Producteur musical                                |
| 7 juillet 2020    | En cours          | Lucsonne Janvier      |           |                                                   |

### Codes postaux
Ils varient selon les quartiers :
- HT 6111 : Bel-Air et Bourdon ;
- HT 6112 : Bas Peu de Choses ;
- HT 6113 : Turgeau ;
- HT 6114 : Bois Verna ;
- HT 6116 : Carrefour Feuilles ;
- HT 6117 : Morne de l'Hôpital ;
- HT 6118 : Bolosse ;
- HT 6119 : Martissant et Fontamara.

## Patrimoine
Les principaux monuments sont :

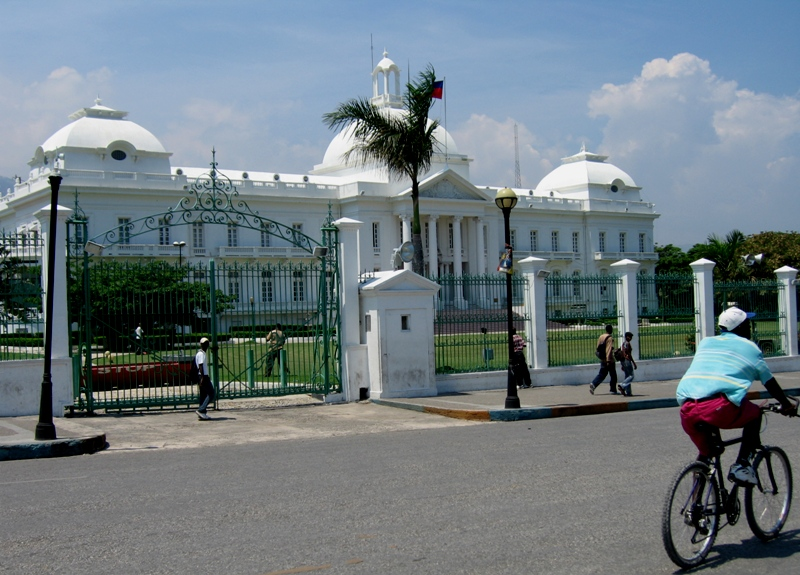
Le Palais national, avant sa destruction par le tremblement de terre du 12 janvier 2010.

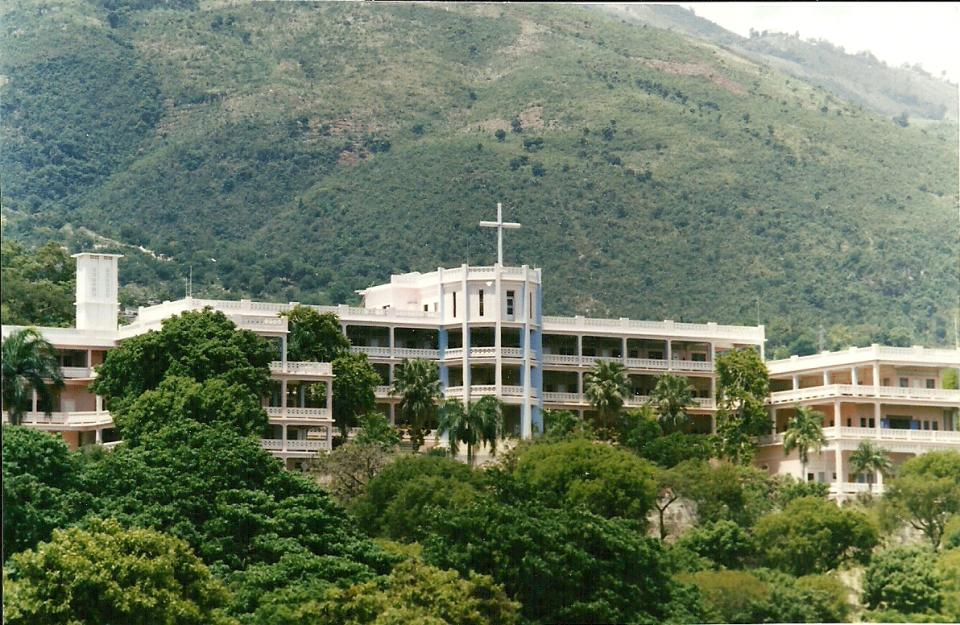
La Villa Manrèse avant sa destruction à la suite du séisme de 2010.

- le Palais national (palais présidentiel) ;
- le musée du Panthéon national haïtien (MUPANAH) ;
- le Palais de justice ;
- le Palais des ministères ;
- le Palais législatif ;
- le Palais des contributions ;
- la Tour 2004 (construite pour le 200e anniversaire de l'Indépendance – chantier inachevé) ;
- l'hôpital de l'université d'État d'Haïti ;
- la cathédrale de Notre-Dame-de-l'Assomption ;
- la cathédrale de la Sainte-Trinité (rattachée à l'église épiscopale des États-Unis) ;
- l'Archevêché de Port-au-Prince ;
- la villa Manrèse ;
- l'Hôtel de ville ;
- la Banque de la république d'Haïti ;
- la caserne Dessalines ;
- l'ancien quartier général de l'armée ;
- le marché en Fer ;
- le Parc de Martissant.

La plupart de ces bâtiments ont été soit gravement endommagés, soit détruits par le séisme du 12 janvier 2010. Leur reconstruction, restauration ou destruction définitive est l'un des enjeux patrimoniaux actuels de Port-au-Prince.

## Transports

### Transports locaux
Les transports urbains sont essentiellement assurés par des Tap-tap, nom donné aux taxis collectifs très répandus dans le pays. Cependant, la désorganisation des transports publics qui s'est aggravée à la suite du séisme, a incité un certain nombre de chauffeurs à adopter des dérives en infractions avec la réglementation. Les pouvoirs publics réfléchissent à ce jour à la mise en place d'un véritable réseau d'autobus dans la capitale, destiné à se substituer au tap-tap.

### Transports en bus
De la gare routière informelle de Portail Léogane, partent et arrivent les bus vers et depuis Léogane, Grand-Goâve, Petit-Goâve, Jacmel, Miragoâne et Les Cayes.

### Transport aérien
Port-au-Prince est desservi par l'aéroport international Toussaint Louverture qui est le principal aéroport haïtien.

### Transport maritime
Le port international de Port-au-Prince, géré par l'Autorité Portuaire Nationale, constitue également le plus important complexe portuaire Haïtien.

### Transport terrestre
Les principales voies de transport routiers traversent la capitale, depuis 2010 leur entretien est sujet a polémiques.
La route du nord ou route nationale 1, part de Port-au-Prince et se termine a Cap-Haïtien.
La route du sud ou route nationale 2 relie Port-au-Prince et Les Cayes.
La route nationale 3 relie Port-au-Prince à Cap-Haïtien.

## Économie
Port-au-Prince est l'un des plus importants centres économiques et financiers du pays.
La capitale exporte ses produits les plus consommés, à savoir le  café et le sucre, et a, dans le passé, exporté d'autres produits, tels que des chaussures et des balles de baseball.
Port-au-Prince possède des usines de transformation alimentaire ainsi que des usines de savon, de textile et de ciment. Malgré les troubles politiques, la ville compte également sur l'industrie du tourisme et les entreprises de construction pour faire évoluer son économie.
Port-au-Prince était autrefois une escale populaire pour les croisières, mais a perdu la quasi-totalité de son tourisme et les navires de croisière ne s'arrêtent plus au port.
Port-au-Prince a subi le violent séisme qui a détruit le 12 janvier 2010 la quasi-totalité de l’espace urbain.
Sous les effets combinés des vulnérabilités environnementales et de la crise d’adaptation à la mondialisation, la population souffre d'une extrême pauvreté.
Dans un classement des villes basé sur leur qualité de vie, Port-au-Prince se classait au 228e rang sur 231 villes étudiées dans le monde en 2018.

## Éducation

### Enseignement secondaire
Parmi les écoles internationales de Port-au-Prince comprennent l'Union School Haiti (en), fondée en 1919, et la Quisqueya Christian School, fondée en 1974.
Les deux écoles proposent un enseignement pré-universitaire à l'américaine.
Les étudiants francophones fréquentent le Lycée Alexandre Dumas, situé à Bourdon.
L'école Anís Zunúzí Baháʼí (en), au nord-ouest de Port-au-Prince a ouvert ses portes en 1980.

### Enseignement supérieur
L'université d'État d'Haïti est située dans la capitale aux côtés d'autres universités telles que l’université de Port-au-Prince, l'université Quisqueya ou l'université des Caraïbes.
Il existe de nombreuses autres institutions qui suivent le programme scolaire haïtien.
Beaucoup d'entre elles sont des académies religieuses dirigées par des missionnaires étrangers venus de France ou du Canada.
Il s'agit notamment de l'Institution Saint-Louis de Gonzague (en), de l'École Sainte-Rose-de-Lima, de l'École Saint-Jean-Marie Vianney, de l'Institution du Sacré-Cœur et du Collège Anne-Marie Javouhey.

## Culture

### Festivals
- Festival international de jazz de Port-au-Prince (janvier)
- Carnaval d'Haïti (février)
- Carnaval des fleurs (juillet)
- Festival Quatre Chemins (novembre)

### Musées
- Musée du Panthéon national haïtien
- Parc historique de la Canne à Sucre

## Spiritualité
- Congrégation des Sœurs de Sainte-Anne[29].

## Personnalités liées à Port-au-Prince

### Naissance à Port-au-Prince
- Louis Alexandre Amélie Bauduy (1773-1827), officier des armées de la République française et de l'Empire, nommé maréchal de camp sous la Restauration.
- Louis Lefébure de Fourcy (1787-1869), mathématicien
- Baron Charles Frédéric Chassériau (1802-1896), architecte en chef des villes de Marseille, Constantine et Alger
- Edmond Saintonge (1861-1907), compositeur.
- Robert de La Myre-Mory (1898-1940), homme politique français
- Philippe Kieffer (1899-1962), officier de la Marine nationale française et Compagnon de la Libération, créateur et commandant les premiers commandos de la marine français qui portèrent son nom.
- François Duvalier (1907-1971), dit « Papa doc », président d'Haïti de 1957 à 1964, dictateur de 1964 à 1971
- Rigaud Benoit (1911-1986), peintre
- Marie Vieux-Chauvet (1916-1973), dramaturge et romancière
- Albert Mangonès (1917-2002), architecte
- Gesner Abelard (1922), peintre et sculpteur
- Jean Dominique (1930-2000), journaliste
- Wilson Bigaud (1931-2010), peintre
- Jacqueline Nesti Joseph (1932), peintre
- Jacqueline Scott-Lemoine (1933-2011), actrice et femme de lettres
- Jean-Claude Garoute, dit Tiga (1935-2006), artiste
- Jean Alfred (1940-2015), député de Gatineau, Assemblée nationale du Québec
- Michèle Montas (1946), porte-parole du secrétaire général de l'ONU
- Bayyinah Bello (1948), historienne et enseignante
- Christophe Philippe Charles (1951), écrivain, poète, journaliste, éditeur et professeur haïtien
- Jean-Claude Duvalier (1951), fils de François Duvalier, dit « Bébé doc », dictateur d'Haïti de 1971 à 1986
- Dany Laferrière (1953), écrivain, chroniqueur et scénariste
- Elsie Suréna (née en 1956), poétesse, écrivaine et artiste
- Lyonel Trouillot (1956), écrivain
- Michaëlle Jean (1957), ex-gouverneure générale du Canada et ex-secrétaire générale de l'Organisation internationale de la francophonie
- Michel Martelly (1961), 56e président de la république d'Haïti
- Louis-Philippe Dalembert (1962), écrivain
- Garry Conille (1966), 16e Premier ministre d'Haïti
- Wyclef Jean (1972), rappeur
- Wagneau Eloi (1973), footballeur
- Jhonson Napoleon (1973), entrepreneur
- Frantz Carly Jean Michel (1976), auteur et gestionnaire
- Tony Yayo (1978), membre du groupe G-unit
- K-Lib (1981), nom d'artiste de Valckensy Dessin, rappeur
- Samuel Dalembert (1981), basketteur
- Amos Cincir (1985), journaliste haïtien
- Blondedy Ferdinand (1986-), actrice et entrepreneure
- Skal Labissière (1996), basketteur
- Martine Moïse (1974), épouse de Jovenel Moïse
- Jimmy Borgella (1988), gestionnaire culturel et entrepreneur
- Farah Delance Linot (1989), chanteuse et diplomate
- Shneider Léon Hilaire (1990), ariste peintre
- Tha Rapper Haiti (1996), musicien
- Tatiana Auguste (2001), femme politique canadienne
- Katiana Milfort, actrice et productrice
- Elsie Haas, réalisatrice et peintre
- Bénita Jacques, actrice
- Guyberson Chéry, politologue

### Décès à Port-au-Prince
- Nicolas Joseph Thiéry de Ménonville (1739-1780), botaniste
- Silvio Cator (1900-1952), athlète médaillé aux Jeux olympiques et ancien maire de Port-au-Prince
- Alice Garoute (1874-1950), suffragette et défenseure des droits des femmes.

### Autre
- Gérald Bloncourt (Bainet, 1926-2018), peintre et photographe, à Port-au-Prince de 1936 à 1946
- Léonie Coicou Madiou (née à Pétion-Ville en 1891), enseignante, actrice, militante politique et féministe haïtienne. Elle est la première femme maire de Port-au-Prince.

## Jumelages
| Ville | Ville       | Pays | Pays       | Période                 |
| ----- | ----------- | ---- | ---------- | ----------------------- |
|       | Baton Rouge |      | États-Unis |                         |
|       | Liège       |      | Belgique   | depuis le 27 avril 2015 |
|       | Miami       |      | États-Unis | depuis 1991             |
|       | Montevideo  |      | Uruguay    |                         |
|       | Montréal    |      | Canada     | depuis 1995             |

### Filmographie
- Dlo, dlo, dlo : eau potable dans les quartiers défavorisés de Port-au-Prince, film documentaire, CAMEP, GRET, AFD, 2009, 52 min (DVD)